# Crazy Taxi: Fare Wars
Crazy Taxi: Fare Wars (Crazy Taxi: Double Punch en version originale japonaise) est un jeu vidéo de course développé conjointement par Hitmaker et Sniper Studios et édité par Sega, sorti en 2007 sur PlayStation Portable.
Il s'agit d'un portage de Crazy Taxi et Crazy Taxi 2.

## Accueil
- GameSpot : 6/10[1]